# ムラサキフトモモ
ムラサキフトモモ（学名：Syzygium cumini）は、フトモモ科の熱帯常緑樹である。英語では、Malabar plum、Java plum、black plum、jamun、jaman、jambul、jambolan等とも呼ばれ、その果実、木材が利用され、鑑賞的価値もある。インド亜大陸及び東南アジアが原産である。高さは30mに達し、100年以上生きる。成長が早い植物で、世界の多くの地域で侵略的外来種と見なされている。
ムラサキフトモモは、太平洋やインド洋の島国、オーストラリア、香港、シンガポールを含む地域に導入されている。
フロリダ州にも導入され、世界中の熱帯及び亜熱帯地域で一般的である。果実は、様々な鳥やジャッカル、シベット、オオコウモリ等の小動物が食べる。

## 記載

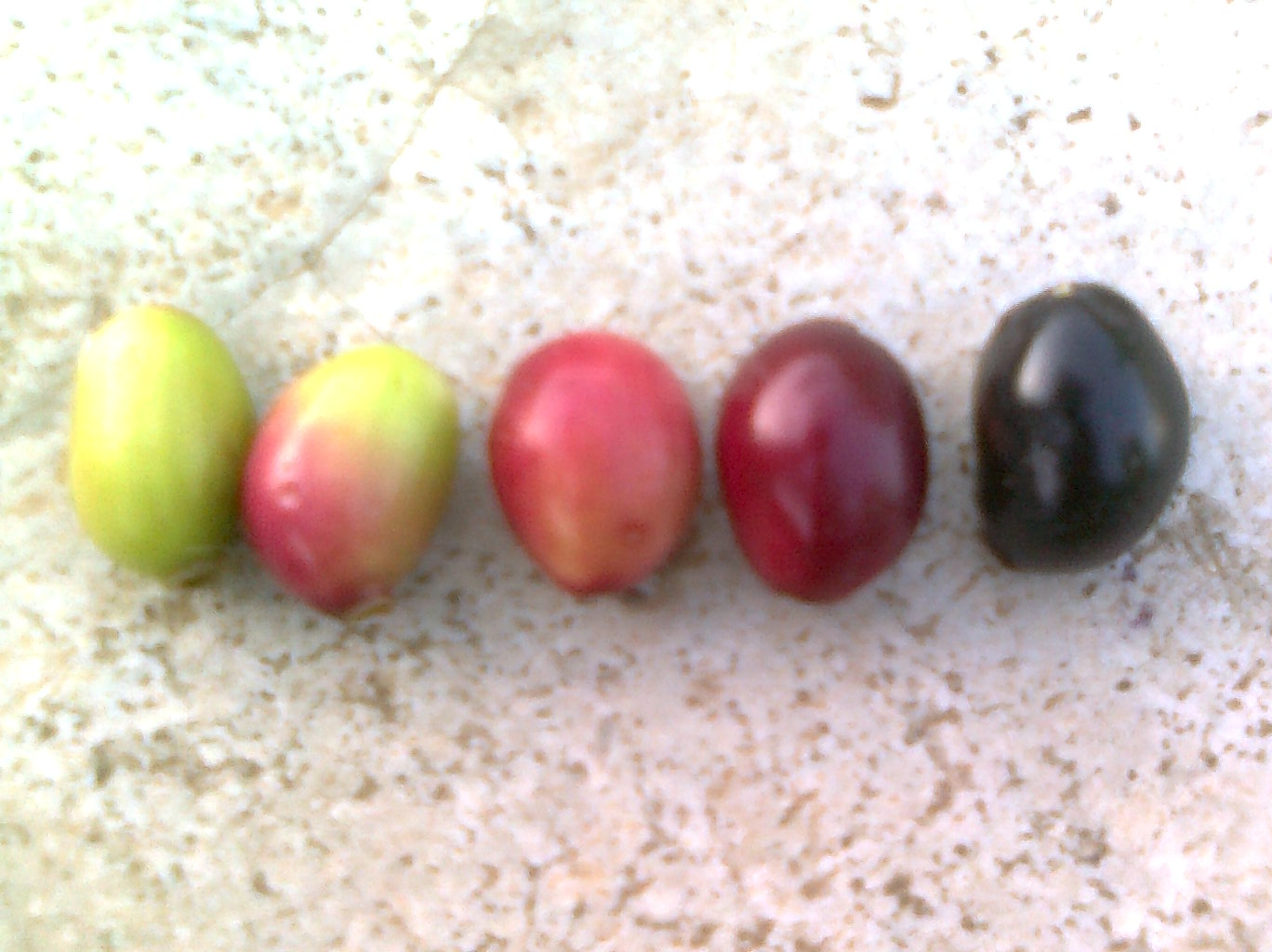
熟すにつれてのムラサキフトモモの果実の色の変化

密集した葉が日陰を作り、観賞価値のためのみに栽培される。樹皮は基部の近くでは粗く暗灰色だが、上方では滑らかで明灰色になる。木材は、窯で乾燥した後は耐水性となり、このため、鉄道の枕木や井戸のモーターに用いられる。安価な家具や村の住居等が作られることがあるが、加工するのはい比較的難しい。芳香のある葉は、若い時は桃色で、熟するに従って、黄色の中央脈を持つ皮のような輝く深緑色に変わる。葉は栄養価が高く、家畜の餌として用いられる。
花季は3月から4月で、花は芳香を持ち、直径約5mmと小さい。果実は5月から6月に発達し、大きなベリーに似た核果で、卵形をしている。未熟な果実は緑色で、熟すと桃色から輝くようなクリムゾンレッドを得て、最終的には黒色になる。白色の果実を作る品種もある。
果実には甘みとマイルドな酸味、収斂味があり、食べると舌が紫色に染まる。

## 分布
インド亜大陸（アンダマン諸島、バングラデシュ、ネパール、インド、東ヒマラヤ、パキスタン、アッサム州、ラッカディヴ諸島、スリランカ）、中国（海南省、中南、中国南東部）、インドネシア（ジャワ島、モルッカ諸島、スラウェシ島）、東南アジア（カンボジア、ラオス、マレーシア、タイ王国、ベトナム、ミャンマー）、オーストラリア（クイーンズランド州）等に自生する。

## 侵略的外来種
フロリダ州、南アフリカ、カリブ海地域の一部、オセアニアのいくつかの島、ハワイ州では、侵略的外来種と見なされている。

## 利用
果実はそのまま食べられるが、ソースやジャムの材料にすることもできる。また、ジュースやゼリー、ソルベ、シロップ（kala khatta等）やフルーツサラダ等も作られる。

### 栄養
生の果実は83%の水分、16%の炭水化物、1%のタンパク質、痕跡量の脂質を含む。100g当たり60カロリーである。若干量の
ビタミンCを含むが、他の微量栄養素はあまり含まれていない（右表参照）。

## 歴史
1889年の本The Useful Native Plants of Australiaは、この植物は、オーストラリア先住民に"durobbi"と呼ばれており、また「その果実はインドの現地人にずっとよく食べられている。外見はダムソンに似て、味は不快だが甘く、いくらか収斂味と酸味がある。鳥の餌となり、特にオオコウモリが好む。」と書いている。この果実は、伝統医療にも用いられる。

## インドでの文化的・宗教的重要性
『中部』では、釈迦が子供の頃にムラサキフトモモ（パーリ語ではjambu）の作る涼しい木陰に座っていた時の経験を覚えていると記している。父が働いている間、彼は瞑想状態に入り、彼は後にそれが禅定の第一段階（初禅）であったことを理解した。『中部』では、これは原体験であり、後に彼が禅定を探求し、実践するように促し、正覚に繋がったと説く。
クリシュナは、右足に4つのムラサキフトモモの果実のシンボルを持っていると言われる。
マハーラーシュトラ州では、ムラサキフトモモの葉は結婚式のパンダルの飾りつけに用いられる。1977年の映画Jait Re Jait内の曲 Jambhul Piklya Zaadakhaliでは、この果実が歌われている。
アーンドラ・プラデーシュ州では牛車の車輪やその他の農業機械がムラサキフトモモ（テルグ語でneredu）の木材から作られる。また、ドアや窓を作るのにも用いられる。
サンガム文学時代の詩人Avvaiyarとムラサキフトモモ（タミル語ではnaval pazhamと呼ばれる）の果実に関するタミル・ナードゥ州の伝説では、為すべきことを全て成し遂げたと信じられているAvvaiyarがムラサキフトモモの木の下でタミル文学からの引退を考えながら休んでいた時、タミル語の守護神の1人と考えられているスカンダと出会い、言い争ったとされる。そして変装していたスカンダは後に自らの正体を明かし、成し遂げるべきこと、学ぶべきことはまだ多くあることを彼女に気付かせたと伝えられる。

## ギャラリー

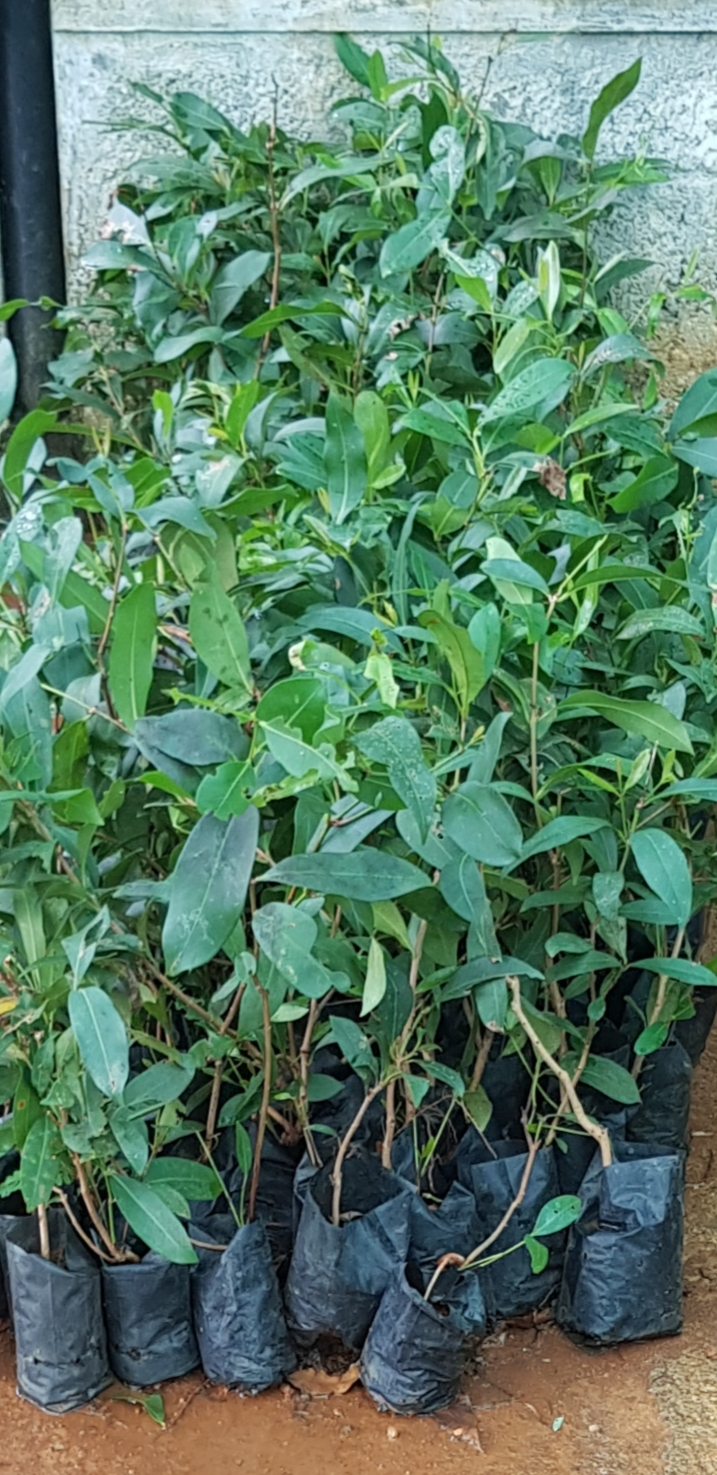
若木
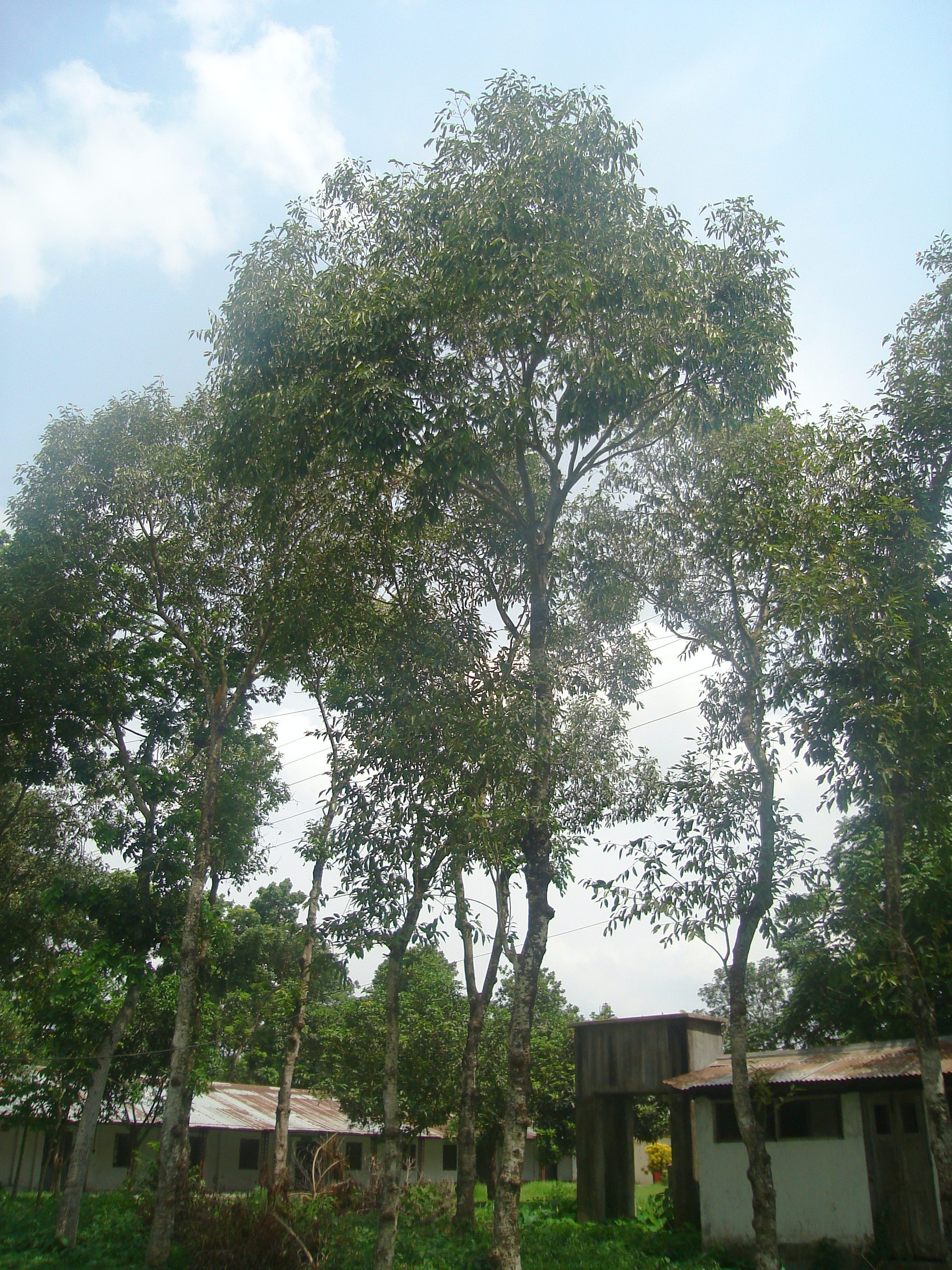
成熟した木
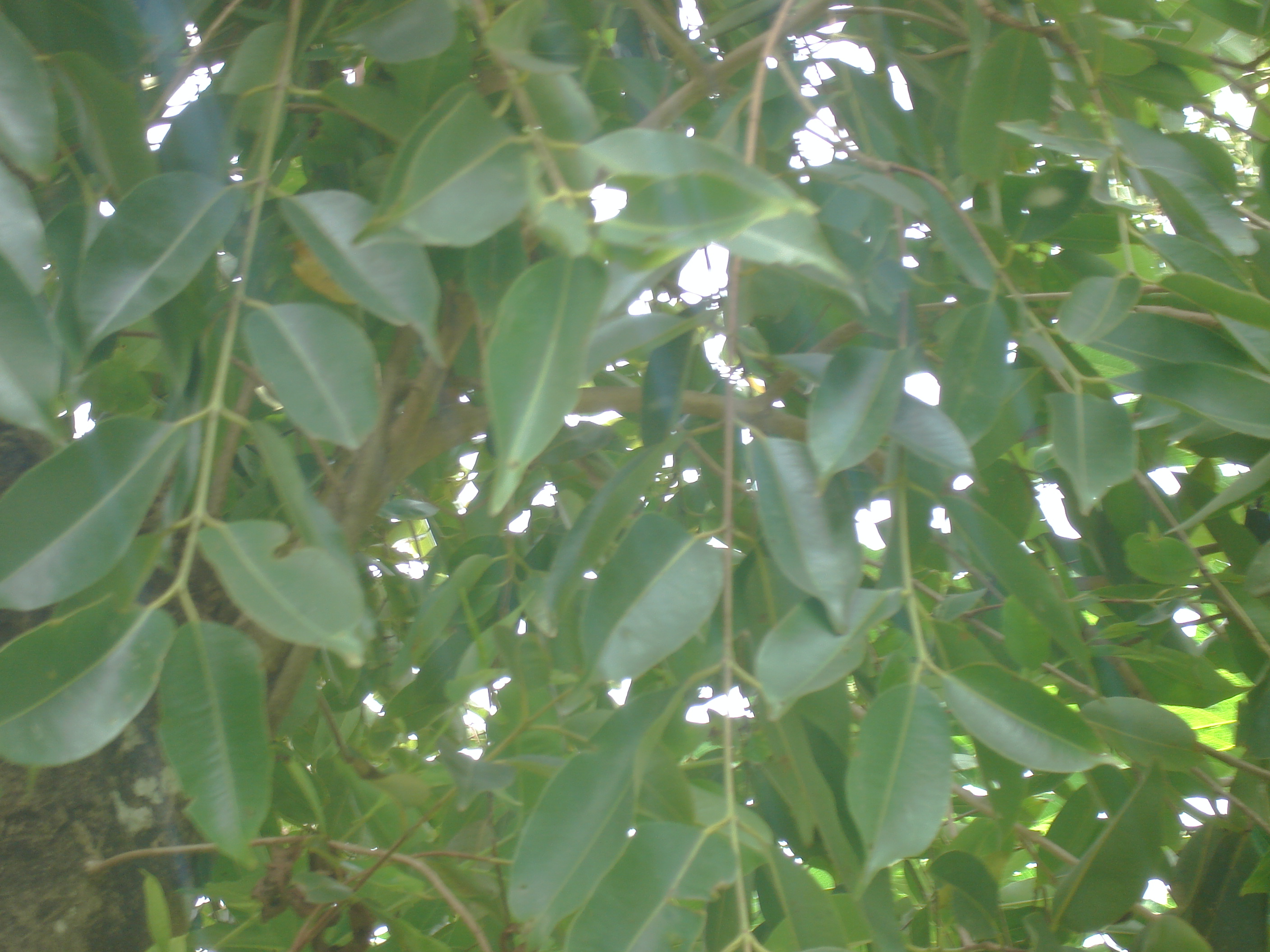
葉
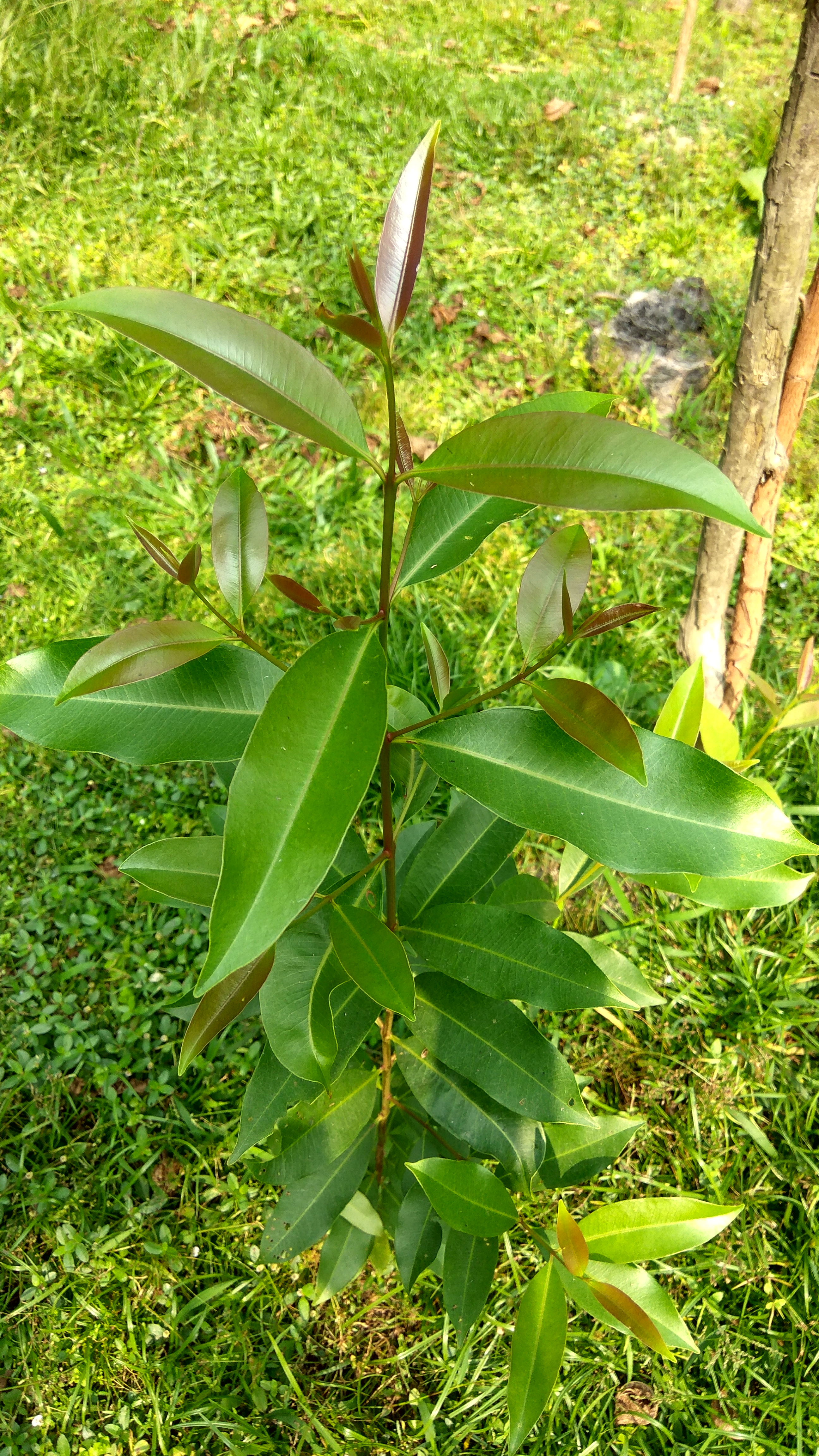
幼木
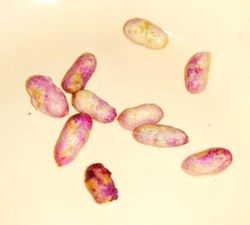
種子
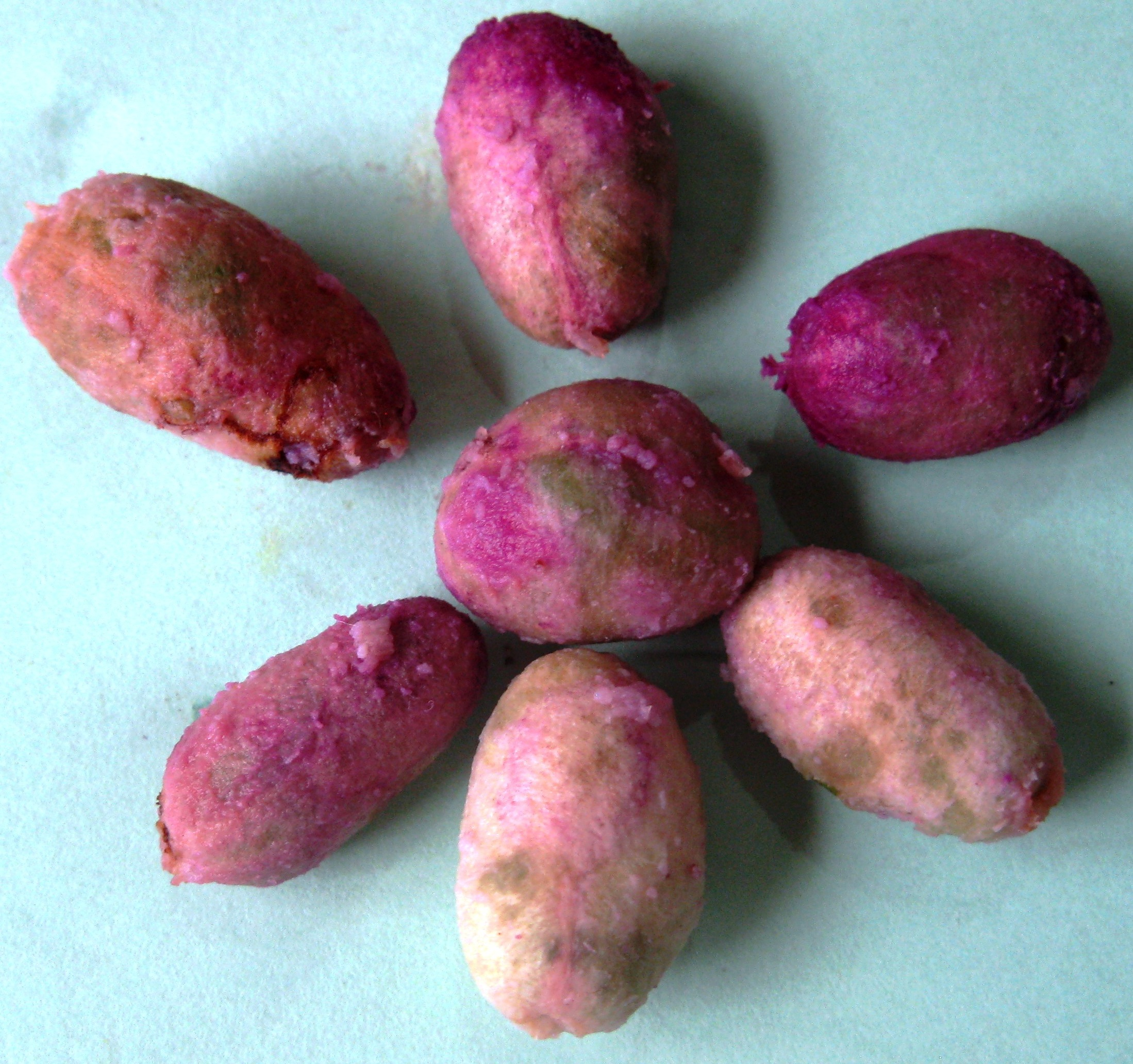
種子
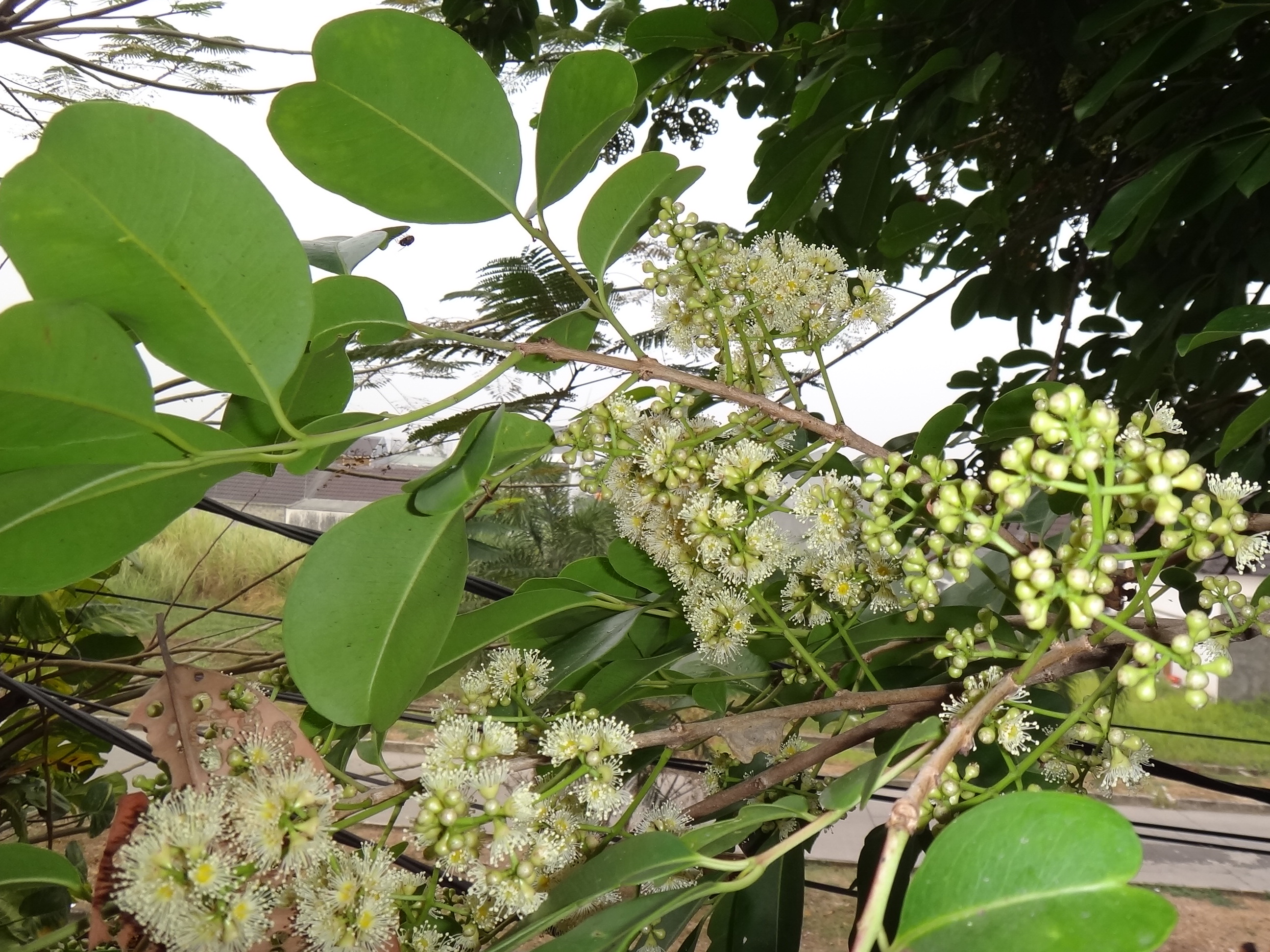
蕾と花
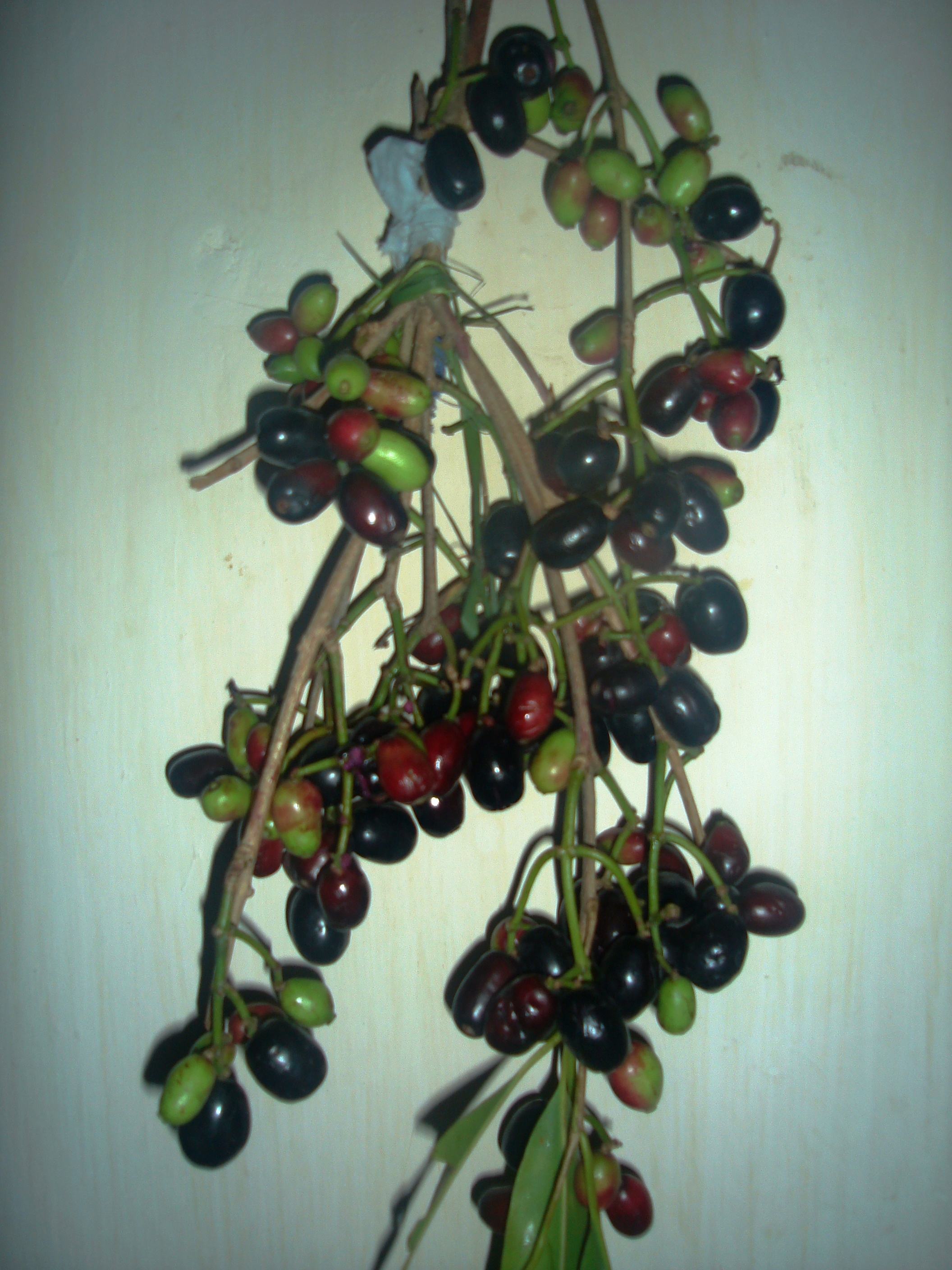
様々な熟し方の果実
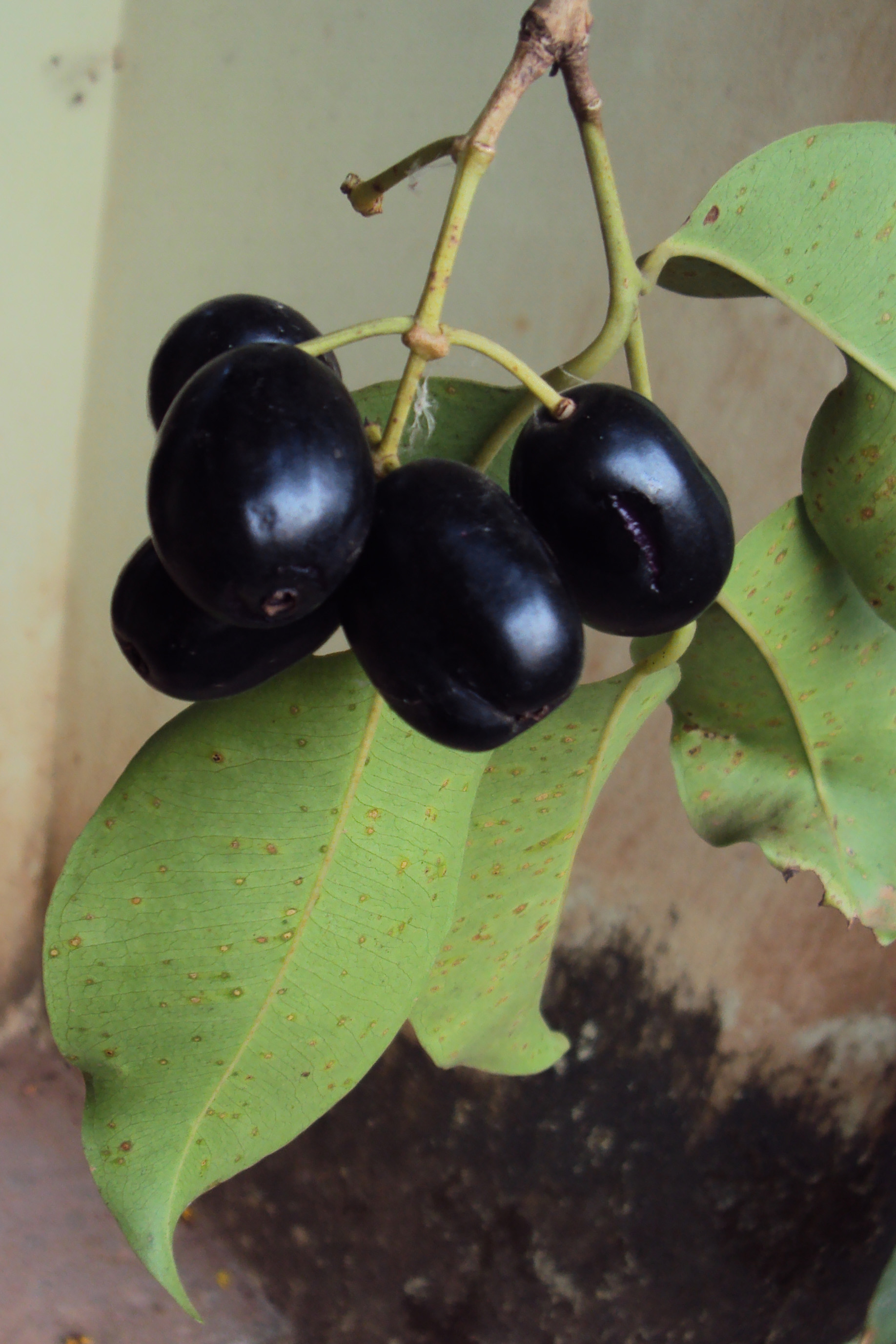
果実
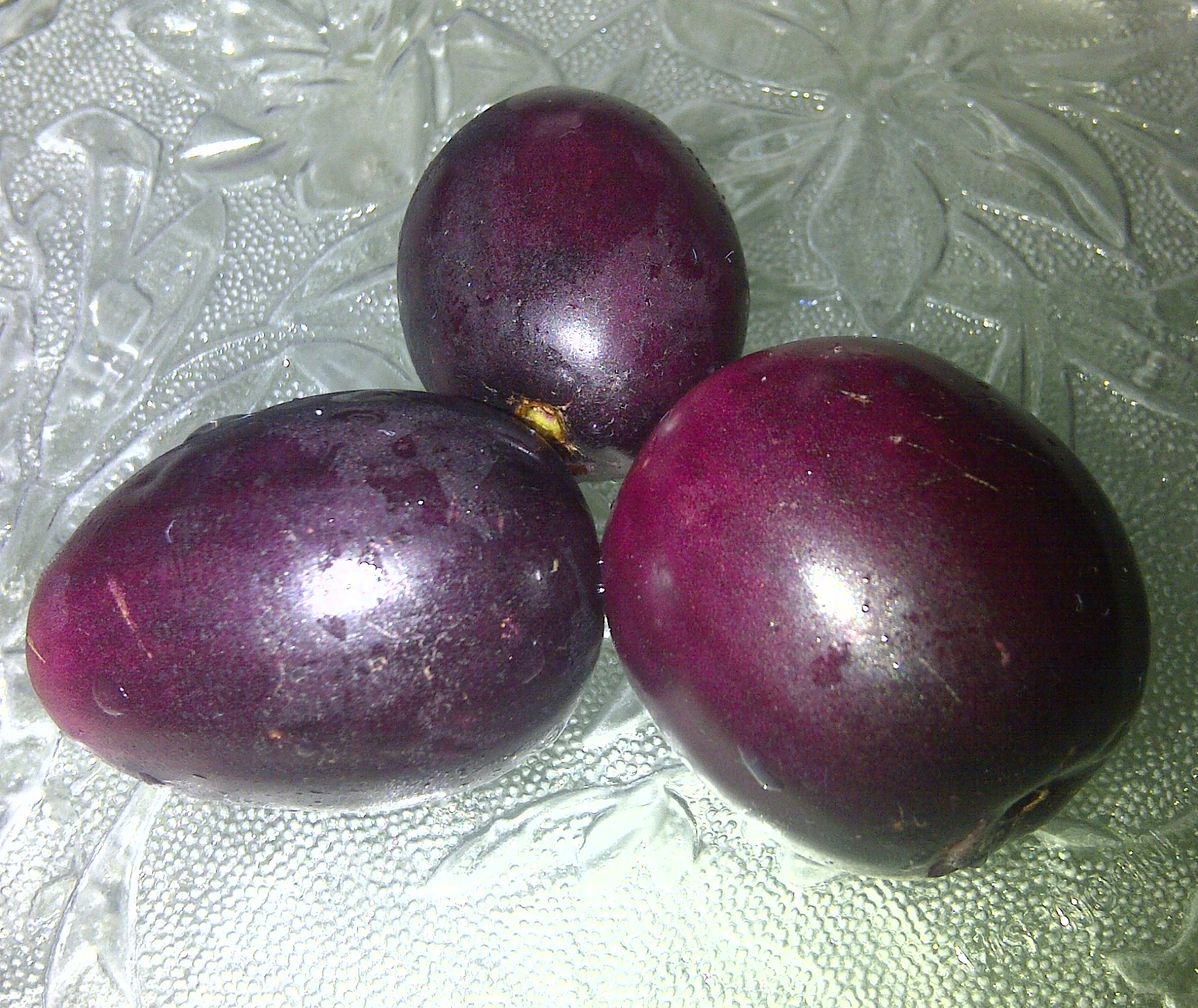
果実
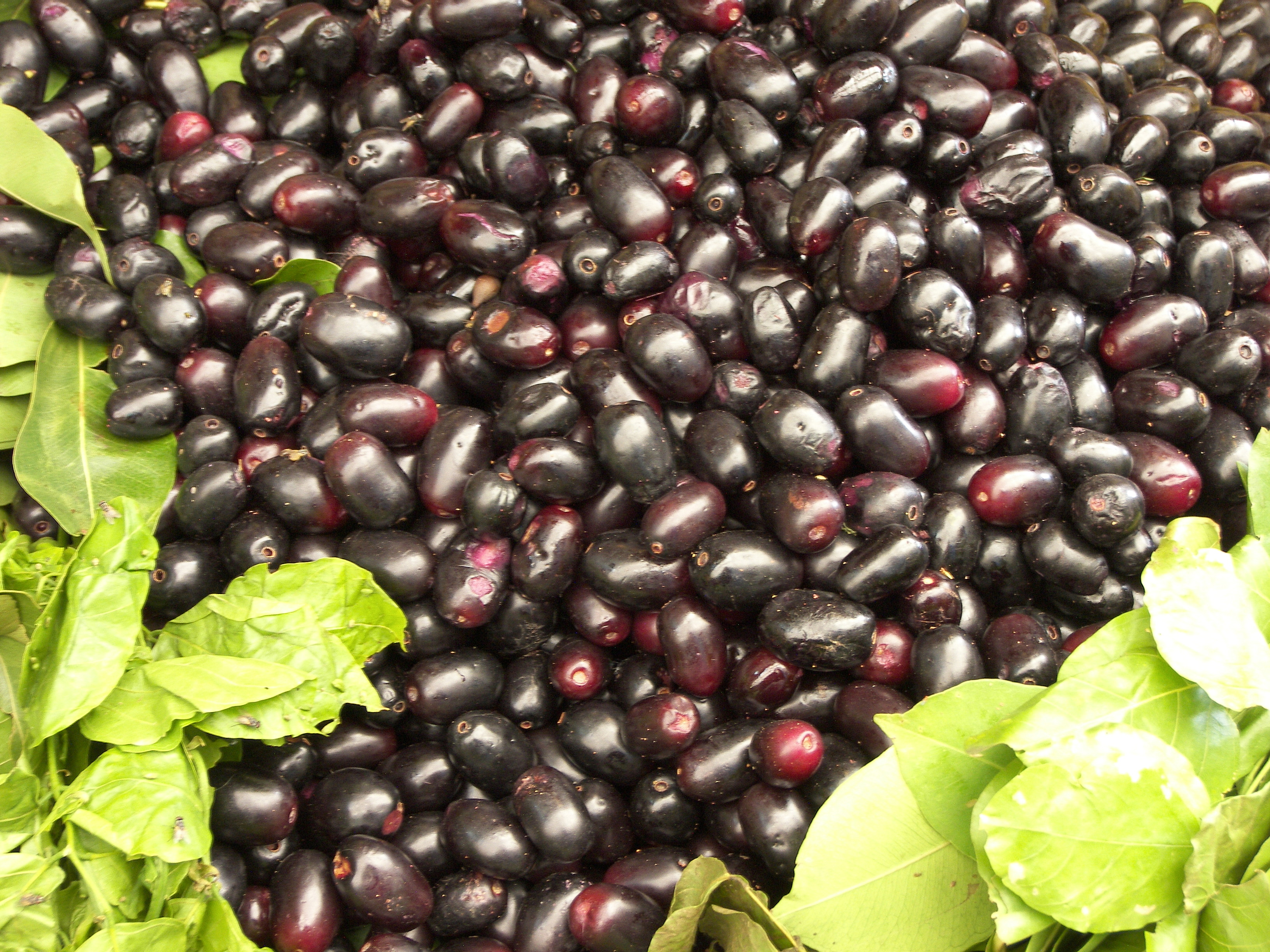
市場に並ぶ熟した果実
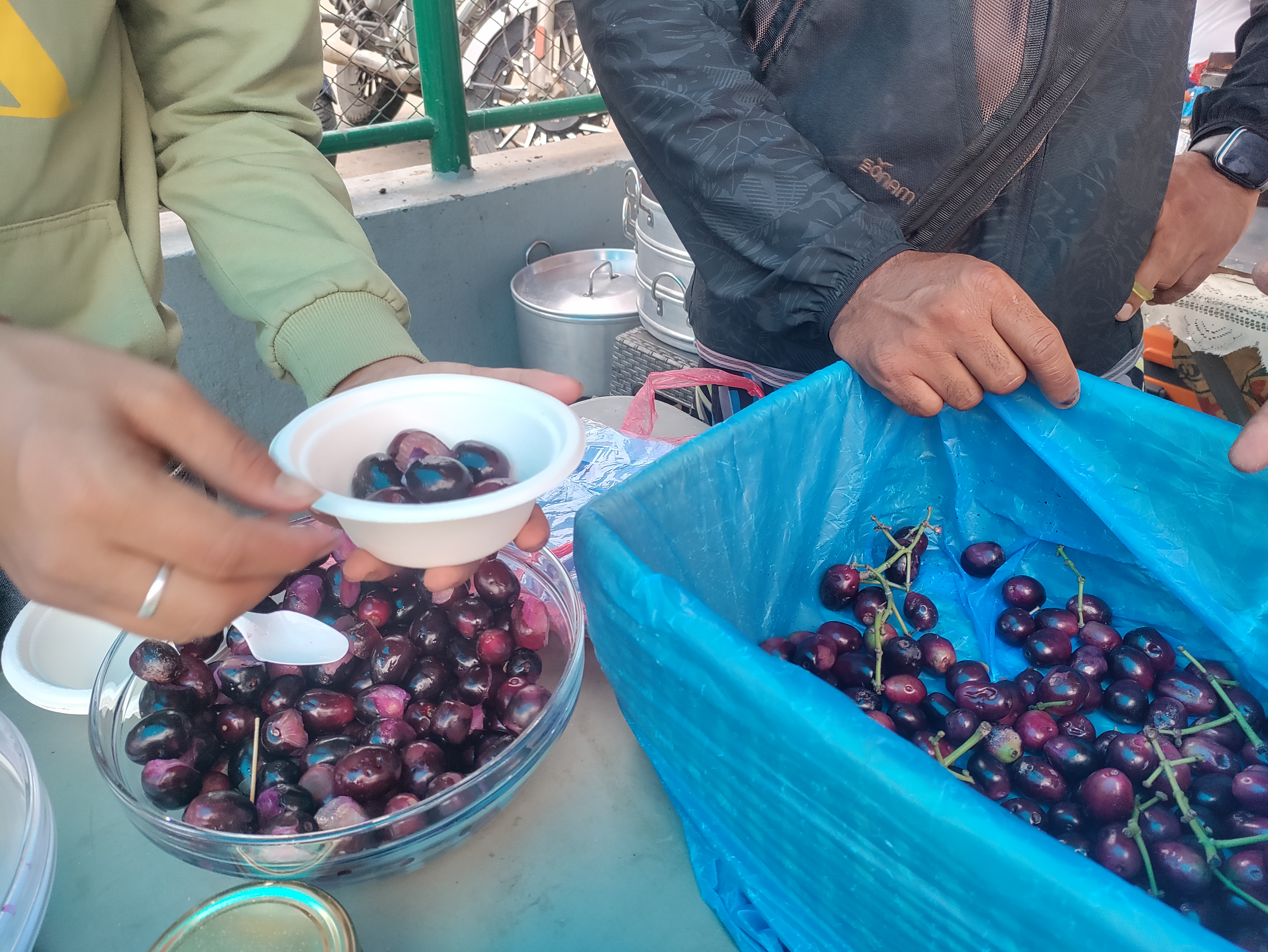
ネパールの市場に並ぶ熟した果実